# Schwackaea cupheoides
Schwackaea es un género monotípico de plantas con flores pertenecientes a la familia Melastomataceae. Su única especie: Schwackaea cupheoides, es originaria de América.  

## Descripción
Son hierbas anuales, erectas, mayormente 1–8 dm de alto. Hojas elípticas a elíptico-ovadas, 1.7–6.8 cm de largo y 0.6–3.2 cm de ancho, ápice agudo a cortamente acuminado, base aguda a obtusa, setosas pero variando a glabras en la haz, puberulentas a glabras en el envés con tricomas más largos, aplicados en los nervios primarios elevados, 3-nervias. Inflorescencia un dicasio espiciforme y frondoso, terminal, pero con frecuencia las flores parecen solitarias y axilares debido al alargamiento de los brotes laterales, flores 4-meras; hipantos maduros linear-oblongos con 8 costillas prominentes, acostillado-tuberculadas, 5–7 (–9) mm de largo; lobos del cáliz erectos, linear-lanceolados, conniventes, persistentes; pétalos obovados, 5–7 mm de largo, rosados; estambres 8, dimorfos, los más grandes geniculados, anteras oblongas, cada una con un poro inclinado ventralmente, las más grandes 1.5 mm de largo con conectivo prolongado 1–1.5 mm y modificado ventralmente en un apéndice bífido 0.5–1 mm de largo, las más pequeñas erectas, 0.5–1 mm de largo con apéndice ca 0.25–0.5 mm de largo; ovario 4-locular, súpero, envuelto por el hipanto. Fruto una cápsula; semillas cocleadas, 0.5 mm de largo, tuberculadas.

## Distribución y hábitat
Especie local que se encuentra en sitios muy húmedos alterados y márgenes de bosques, en la zona pacífica; a una altitud de 350–900 metros; fl y fr sep–dic; desde México a Colombia.

## Taxonomía
Schwackaea cupheoides fue descrita por (Benth.) Cogn. y publicado en Index Generum Phanerogamorum 132. 1888.
Sinonimia
- Acisanthera simplex Brandegee
- Heeria cupheoides Benth.
- Pterogastra cupheoides (Benth.) Seem.	[1][3]